# Brian Paddick
Brian Leonard Paddick, baron Paddick (né le 24 avril 1958), est un homme politique britannique et officier de police à la retraite, qui siège actuellement à la Chambre des lords en tant que pair à vie. Il est le candidat libéral-démocrate aux élections municipales de Londres de 2008 et 2012. Il est, jusqu'à sa retraite en mai 2007, sous-commissaire adjoint du service de police métropolitain de Londres et le plus haut officier de police ouvertement homosexuel du Royaume-Uni.
Il est nommé à la Chambre des Lords en août 2013. Il est créé pair à vie le 12 septembre 2013 en prenant le titre de baron Paddick, de Brixton dans le quartier londonien de Lambeth.

## Jeunesse
Paddick est né le 24 avril 1958 à Balham à Londres, en Angleterre, et passe ses premières années à Mitcham et Tooting Bec. Il fait ses études à la Bec Grammar School de Tooting Bec et à la Sutton Manor High School (maintenant Sutton Grammar School), à Sutton. Il obtient ensuite un baccalauréat ès arts (BA) en philosophie, politique et économie au Queen's College d'Oxford et une maîtrise en administration des affaires (MBA) à la Warwick Business School de l'Université de Warwick (1989 - 1990) sur les bourses de la police et étudie également pour un diplôme de troisième cycle en police et criminologie appliquée au Fitzwilliam College, Cambridge. Lorsqu'il est à Oxford, il est capitaine de l'équipe de natation universitaire et vice-capitaine de l'équipe de rugby de son collège.
Il est le frère jumeau de JH Paddick et le petit-fils d'un policier et le fils d'Anthony Henry J. Paddick et d'Evelyn Perkin. Il est le cousin germain de l'acteur et comédien Hugh Paddick.

## Carrière policière
Paddick rejoint le Metropolitan Police Service en 1976, vivant à Highbury et Limehouse alors qu'il travaille pendant quatre ans comme agent de police à Holloway. En gravissant les échelons, il est officier d'équipe d'intervention, officier communautaire, détective et membre du Groupe de soutien territorial (communément appelé TSG ou escouade anti-émeute). Paddick est un sergent sur la ligne de front pendant l'émeute de Brixton en 1981, une expérience qui a façonné ses attitudes face à l'action policière conflictuelle et renforce sa croyance dans la Police de proximité. Il est nommé inspecteur à Fulham en 1983, inspecteur en chef du département du personnel de New Scotland Yard en 1986, officier d'état-major en 1991 et inspecteur en chef à Brixton en 1993. Pendant cette période, il travaille aussi à Deptford, Lewisham, Thornton Heath (où son frère est le vicaire local) et Notting Hill tout en vivant à Sutton, Pimlico et Westminster, et pendant un certain temps en dehors de Londres. En 1995, Paddick devient l'officier responsable du Département des enquêtes criminelles (CID) à Notting Hill et est responsable de la police du carnaval de Notting Hill.
Paddick retourne à New Scotland Yard, d'abord en tant que surintendant du département du personnel en 1996, puis en tant que surintendant en chef en 1997. Il est ensuite commandant d'arrondissement de Merton pendant deux ans et demi (1997 - 1999), responsable de la police de Wimbledon, Mitcham et Merton. Après avoir fréquenté le Police Staff College en 2000, il est nommé en décembre 2000 commandant de la police du district londonien de Lambeth où il travaille jusqu'en 2002 réalisant son ambition de devenir chef de la police à Brixton. À Lambeth, il a la responsabilité directe de 940 policiers et 230 membres du personnel de soutien, et un budget annuel de 37 £ million.
Après un passage à la Direction générale de la criminalité spécialisée, qui traite des cas graves tels que le meurtre, l'enlèvement et la fraude, Paddick retourne à la police de l'arrondissement, supervisant les arrondissements du nord-ouest de Londres de Barnet, Brent, Camden, Ealing, Hammersmith et Fulham, Harrow, Hillingdon et Islington entre 2002 et 2003. Il est également responsable des questions relatives aux jeunes et à la communauté, notamment les agents de soutien communautaire de la police et les bénévoles de la police dans tout Londres.
En novembre 2003, Paddick est promu sous-commissaire adjoint et en avril 2005, il prend en charge la gestion de la police territoriale dans les 32 arrondissements de Londres, avec la responsabilité de 20 000 policiers et personnel de soutien. Il est responsable de la réduction de la "criminalité de volume" à Londres (toutes les infractions jusqu'au viol inclus en termes de gravité) et de l'augmentation du nombre de délinquants traduits en justice. Il est le responsable national du service de police pour les problèmes d'invalidité et de santé mentale pendant un an et demi. Il est également sous les projecteurs des médias en tant que porte-parole principal du Metropolitan Police Service pour les funérailles de Diana, princesse de Galles et après les attentats à la bombe du 7 juillet 2005 à Londres.
À la suite d'un désaccord largement médiatisé avec Sir Ian Blair, le commissaire de la police métropolitaine, au sujet du tir injustifié sur Jean Charles de Menezes à la station de métro Stockwell le 22 juillet 2005, Paddick se voit confier le poste de directeur de groupe de la gestion de l'information, qu'il considère un "non-emploi".
Paddick prend sa retraite de la police le 31 mai 2007. Il est ensuite chercheur invité à l'Ashridge Business School près de Berkhamsted dans le Hertfordshire, où il donne des conférences sur le leadership, la gestion du changement et la diversité .

## Candidat libéral-démocrate à l'élection du maire de Londres
Le 13 novembre 2007, il est sélectionné comme candidat libéral-démocrate à la mairie de Londres. Il remporte 73% des votes de première préférence lors du scrutin de sélection. Paddick rejoint, entre autres, Ken Livingstone le candidat travailliste et le candidat du Parti conservateur Boris Johnson. Le 3 mai, Boris Johnson est élu et Paddick arrive à la troisième place derrière Ken Livingstone, avec 9,8% (236 685 sur 2 415 958) des votes de première préférence.
Le 2 septembre 2011, il est à nouveau sélectionné comme candidat libéral-démocrate.
Le jour même du scrutin, Paddick remporte 91 774 ou 4,16 % des votes de première préférence, derrière le futur vainqueur Boris Johnson pour les conservateurs, l'ancien maire Ken Livingstone pour les travaillistes et la candidate des Verts Jenny Jones. Il perd près de la moitié de son soutien par rapport à 2008, principalement attribué aux performances du gouvernement de coalition à Westminster et aux niveaux de popularité des libéraux-démocrates à l'échelle nationale.

## Vie privée
Depuis l'enfance, Paddick sait qu'il est gay, mais entre 1983 et 1988, il épouse Mary Stone dans ce qu'il a appelé "une véritable tentative de vivre comme un homme hétéro". Selon Paddick, c'est "un mariage assez conventionnel" et son ex-femme dit que c'était "un mariage merveilleux". Elle ne savait pas qu'il était gay. Paddick vit actuellement à Vauxhall, à Londres, avec Petter Belsvik, un ingénieur civil d'Oslo, en Norvège ; ils se sont rencontrés dans un bar pendant leurs vacances à Ibiza. Ils se marient à Oslo, le mariage homosexuel en Norvège étant légalisé 8 jours auparavant, le 9 janvier 2009.
Paddick est un concurrent de la huitième série de l'émission de télé-réalité ITV1 I'm a Celebrity.'Get me out of here!, qui commence sa diffusion le 16 novembre 2008.